# 세노우에정
세노우에정(瀬上町)은 후쿠시마현 시노부군에 설치되었던 정이다.